# Ligne Hokuhoku
La ligne Hokuhoku (ほくほく線, Hokuhoku-sen) est une ligne ferroviaire située dans la préfecture de Niigata au Japon. Elle relie la gare de Muikamachi à Minamiuonuma à la gare de Saigata à Jōetsu. C'est l'unique ligne de la compagnie Hokuetsu Express. 

## Histoire
La ligne ouvre le 22 mars 1997. 
Jusqu'en mars 2015, la ligne était parcourue par des services express Hakutaka qui reliaient les gares de Kanazawa et d'Echigo-Yuzawa. 

## Caractéristiques

### Ligne
- longueur : 59,5 km
- écartement des voies : 1 067 mm
- nombre de voies : 1
- électrification : 1 500 V CC
- vitesse maximale : 130 km/h

### Services et interconnexions
La ligne est parcourue par des trains omnibus ou rapides. A Muikamachi, certains trains continuent sur ligne Jōetsu jusqu'à la gare d'Echigo-Yuzawa et à Saigata, certains trains continuent sur ligne principale Shin'etsu jusqu'à la gare de Naoetsu.

### Liste des gares

Plan de la ligne.

| Gare            | Nom japonais   | Distance depuis Muikamachi (km) | Correspondances                      | Localisation |
| --------------- | -------------- | ------------------------------- | ------------------------------------ | ------------ |
| Muikamachi      | 六日町         | 0                               | JR East : Jōetsu (interconnexion)    | Minamiuonuma |
| Uonuma-Kyūryō   | 魚沼丘陵       | 3,6                             |                                      | Minamiuonuma |
| Misashima       | 美佐島         | 12,2                            |                                      | Tōkamachi    |
| Shinza          | しんざ         | 14,4                            |                                      | Tōkamachi    |
| Tōkamachi       | 十日町         | 15,9                            | JR East : Iiyama                     | Tōkamachi    |
| Matsudai        | まつだい       | 29,2                            |                                      | Tōkamachi    |
| Hokuhoku-Ōshima | ほくほく大島   | 38,6                            |                                      | Jōetsu       |
| Mushigawa-Ōsugi | 虫川大杉       | 44,8                            |                                      | Jōetsu       |
| Uragawara       | うらがわら     | 46,8                            |                                      | Jōetsu       |
| Ōike-Ikoinomori | 大池いこいの森 | 51,7                            |                                      | Jōetsu       |
| Kubiki (ja)     | くびき         | 53,6                            |                                      | Jōetsu       |
| Saigata         | 犀潟           | 59,5                            | JR East : Shin'etsu (interconnexion) | Jōetsu       |